# Air Force Materiel Command
Air Force Materiel Command (förkortning: AFMC) är ett huvudkommando inom USA:s flygvapen med uppgift att bedriva forskning och utveckling, testning och utvärdering, genomförande av ackvirering, logistikstöd samt life-cycle managment.
Den nuvarande organisationen bildades 1992 genom en sammanslagning av Air Force Logistics Command (AFLC) och Air Force Systems Command (AFSC), som båda hade bildats genom en delning av Air Material Command som funnits sedan 1946.
Högkvarteret för AFMC är beläget på Wright-Patterson Air Force Base utanför Dayton i delstaten Ohio, leds av en 4-stjärning general och AFMC som helhet har en sammanlagd personalstyrka på 80 000 militärer och civilanställda. Budgeten för AFMC utgör 31 % av flygvapnets budget och har 40% av flygvapendepartementets civilanställda.

## Enheter

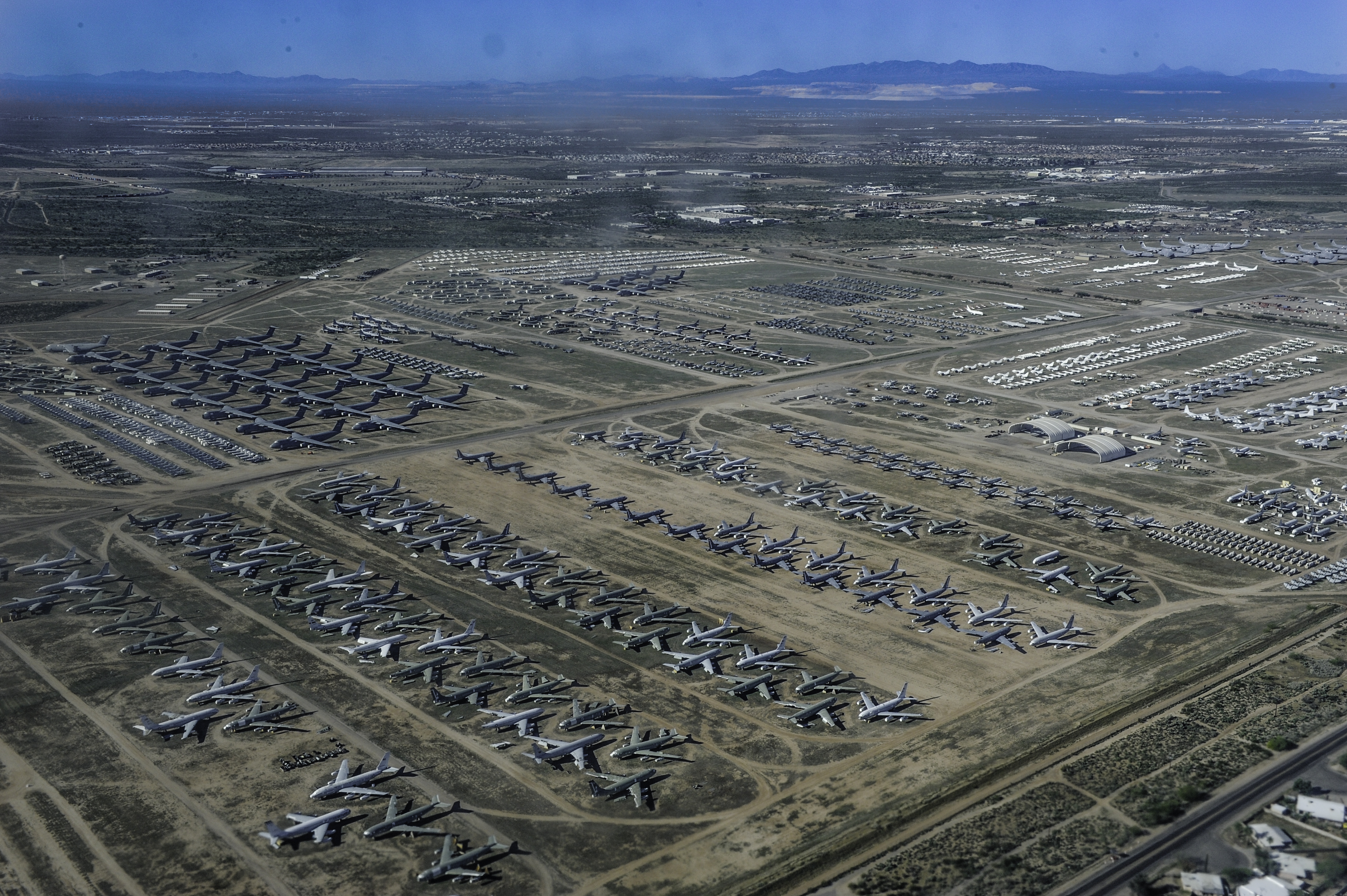
309th Aerospace Maintenance and Regeneration Group (309th AMARG) vid Davis-Monthan Air Force Base i Tucson, Arizona är en enhet tillhörande Air Force Sustainment Center (AFSC).

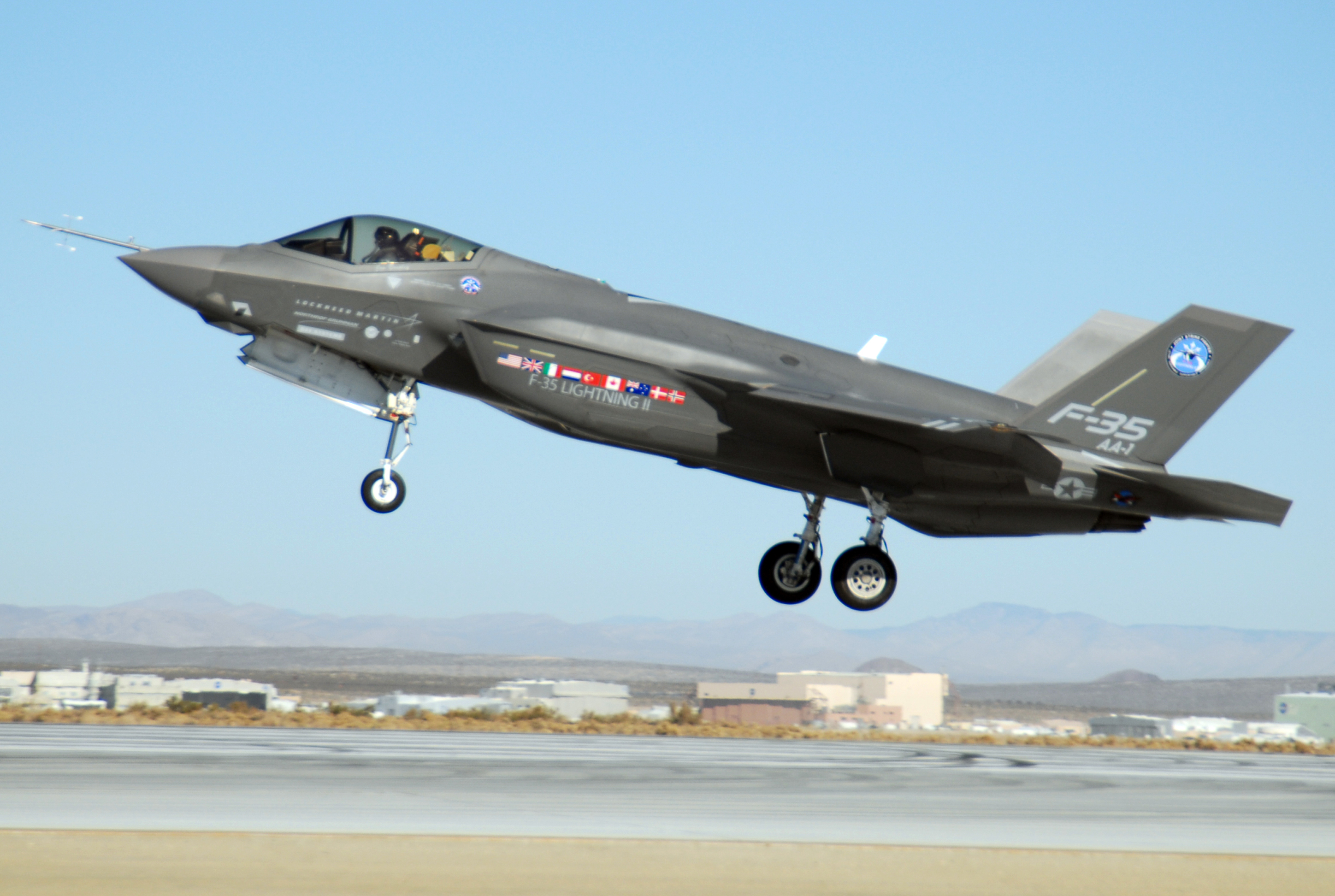
En F-35 Lightning II från 461st Flight Test Squadron landar på Edwards Air Force Base, 2008.

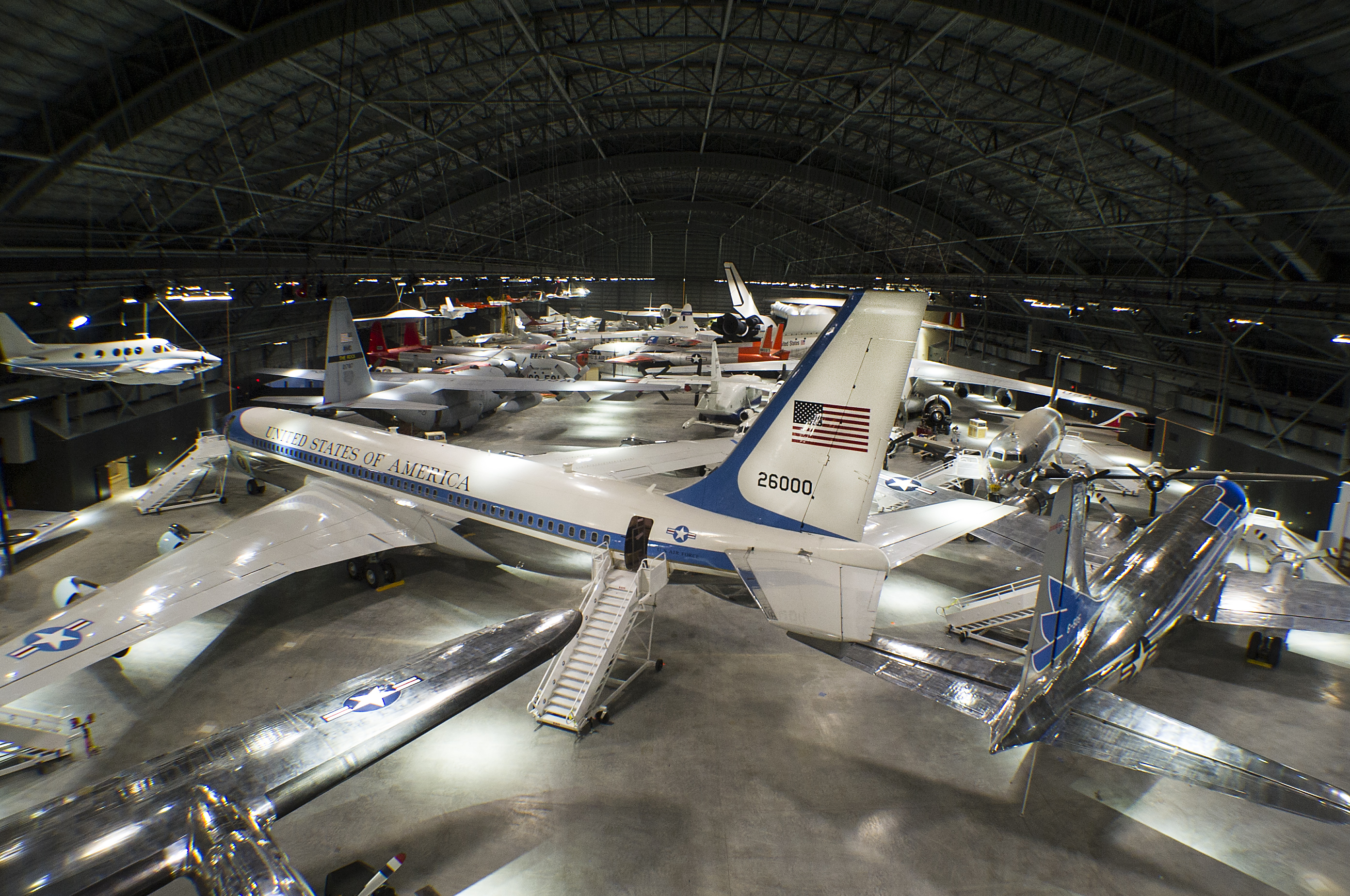
En överblick av den fjärde hangaren tillhörande National Museum of the United States Air Force inklusive Boeing VC-137C SAM 26000 vilken användes som Air Force One för John F. Kennedy, Lyndon B. Johnson och Richard Nixon.

| Heraldisk sköld | Namn                                              | Förkortning | Basering                              | Funktion |
|                 | Air Force Installation and Mission Support Center | AFIMSC      | Joint Base San Antonio, Texas         | Förvaltning av baser för flygvapnet och rymdstyrkan och olika stödtjänster som Security Forces.                                                |
|                 | Air Force Life Cycle Management Center            | AFLCMC      | Wright-Patterson Air Force Base, Ohio | Livscykelhantering av system från anskaffning till utrangering                                                                                 |
|                 | Air Force Nuclear Weapons Center                  | AFNWC       | Kirtland Air Force Base, New Mexico   | Expertinstans för hantering av kärnvapen inom flygvapnet till stöd för Air Force Global Strike Command och United States Air Forces in Europe. |
|                 | Air Force Research Laboratory                     | AFRL        | Wright-Patterson Air Force Base, Ohio | Flygvapnets forskningsenhet |
|                 | Air Force Sustainment Center                      | AFSC        | Tinker Air Force Base, Oklahoma       | Logistik, reservdelar och långtidsförvaring av utrangerade flygplan.                                                                           |
|                 | Air Force Test Center                             | AFTC        | Edwards Air Force Base, Kalifornien   | Utvecklings och testcenter |
|                 | 96th Test Wing                                    | 96 TW       | Eglin Air Force Base, Florida         | Utprovningsförband |
|                 | 412th Test Wing                                   | 412 TW      | Edwards Air Force Base, Kalifornien   | Utprovningsförband |
|                 | Arnold Engineering Development Complex            | AEDC        | Arnold Air Force Base, Tennessee      | Utprovningscenter |
|                 | National Museum of the United States Air Force    |             | Wright-Patterson Air Force Base, Ohio | Flygvapnets egna museum |